# Safseri

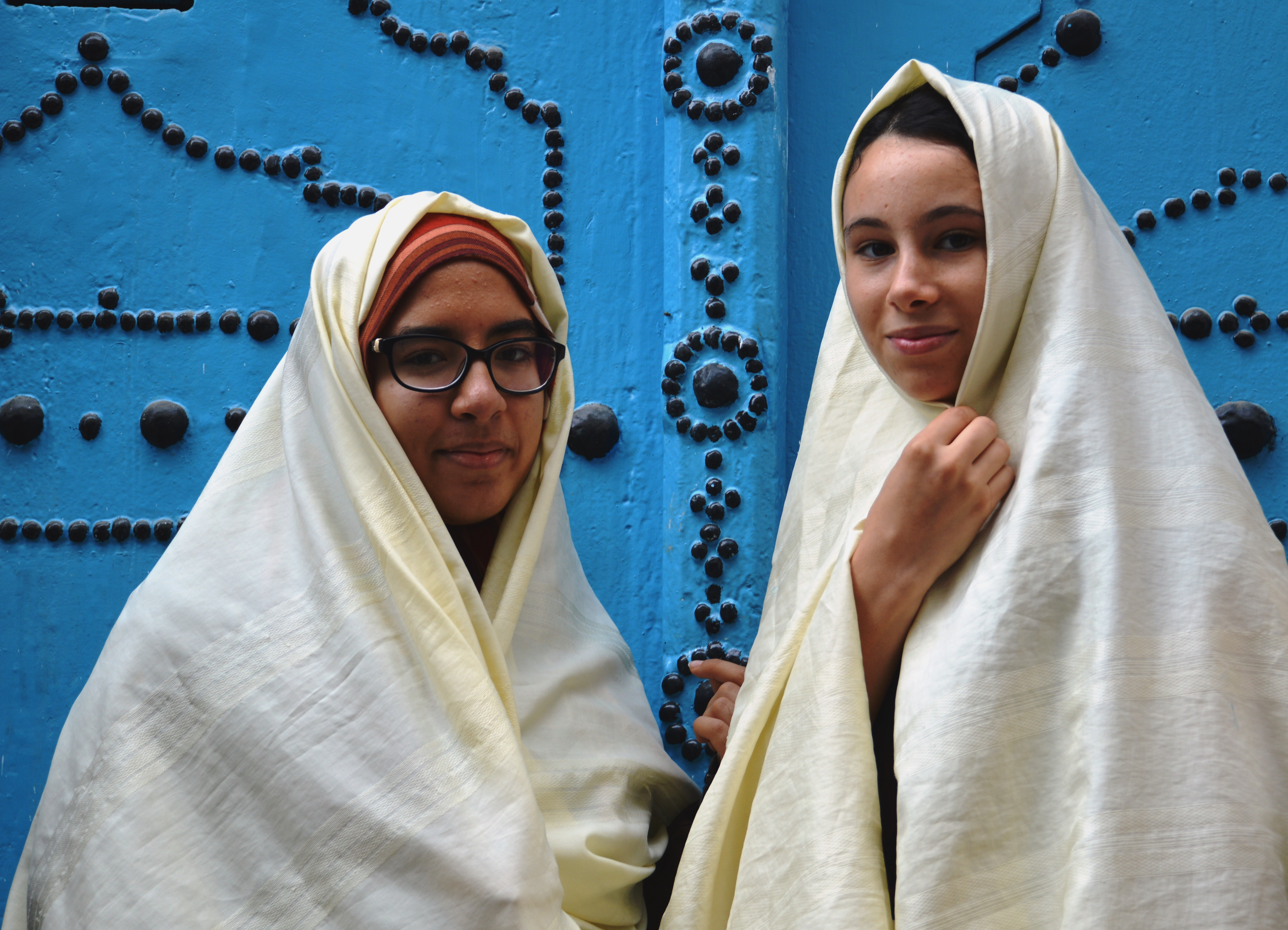
Zwei Frauen mit Safseri

Ein Safseri (arabisch سفساري, DMG Safsārī), teilweise auch Sefseri, Safsari oder Sefsari ausgesprochen, ist ein traditioneller tunesischer Schleier, der von Frauen getragen wird.

## Aussehen
Der Safseri besteht aus einem großen Stück Stoff, das den Körper bedeckt. Es ist meist cremefarben und besteht aus Baumwolle, Satin oder Seide.
Abhängig davon, in welcher Region Tunesiens er getragen wird, kann er auch sehr farbig sein, insbesondere im Süden des Landes.

## Verbreitung
Er wird von Frauen aus Sittsamkeit getragen, um Blicke von Männern zu meiden. Im heutigen Tunesien wird das Kleidungsstück hauptsächlich von älteren Frauen getragen. Oft wird der Safseri von einer Großmutter getragen, während ihre Tochter ihn nicht trägt. Nach der Unabhängigkeit Tunesiens hat Präsident Habib Bourguiba vergeblich versucht, seine Verwendung zu unterbinden.
Heute ist der Safseri wenig verbreitet.